# Vuelta Internacional Baja California Sur
La Vuelta Internacional Baja California Sur es una carrera ciclista profesional por etapas que se realiza anualmente desde el año 2015 en el estado de Baja California Sur en la república de México. La prueba consta de un total de 2 etapas y se corre en el mes de diciembre.

## Palmarés
| Año  | Campeón              | Subcampeón       | Tercer lugar    |
| 2015 | Walter Vargas        | Óscar Sevilla    | Jonathan Ospina |
| 2016 | Víctor García        | Román Villalobos | Efrén Santos    |
| 2017 | edición no realizada |                  |                 |

## Palmarés por países
| País     | Victorias |
| Colombia | 1         |
| España   | 1         |